# Xunami Muse
Xunami Muse, nombre artístico de Michael Alexander White, es una artista drag panameña. Compitió en la decimosexta temporada de RuPaul's Drag Race, donde quedó en noveno puesto.

## Primeros años
White nació y creció en Colón, Panamá, y se mudó a Brooklyn a la edad de trece años en 2002. También vivió en Nueva Jersey antes de mudarse a Washington Heights, Manhattan.

## Carrera
White ha sido descrito como un artista drag, modelo y coordinador de colecciones. Descubrió el drag por primera vez en un club llamado Escuelita y actuó por primera vez como Xunami en marzo de 2018.
Xunami fue adoptada más tarde como la "hija drag" de Kandy Muse, quien compitió en la decimotercera temporada de RuPaul's Drag Race. Durante la pandemia de COVID-19 en 2020, Xunami Muse fue parte de la programación "Digital Drag: An Online Drag Show", que se transmitió en Twitch. En diciembre de 2023, fue anunciada como concursante de la decimosexta temporada de RuPaul's Drag Race. Ella es la segunda concursante de Panamá en competir en el programa, después de Serena ChaCha de la quinta temporada.

## Filmografía

### Televisión
| Año  | Título                                     | Papel       | Notas         | Ref.  |
| ---- | ------------------------------------------ | ----------- | ------------- | ----- |
| 2023 | RuPaul's Drag Race (decimosexta temporada) | Concursante | Noveno puesto | [ 9 ] |